# ВЦКБ «Полюс»
АО «ВЦКБ «Полюс» — предприятие радиоэлектронного комплекса России и СССР решающего задачи разработки, организации промышленного производства средств связи для оснащения ими силовых структур, продукции двойного и гражданского назначения. Входит в Концерн «Созвездие», Объединённую приборостроительную корпорацию, Ростех. Расположено в Воронеже.

## История

### Особое конструкторское бюро
В соответствии с Постановлением ЦК КПСС и Совмина СССР для организации разработок и модернизации средств связи, специальных изделий, приборов СВЧ, электровакуумного машиностроения по заказам Министерства обороны и других силовых структур на базе Воронежского радиозавода 25 апреля 1959 года было организовано Особое конструкторское бюро (ОКБ) .
С 1959 года основной деятельностью ОКБ были разработка, изготовление опытных образцов и последующее внедрение в производство на Воронежском радиозаводе радиотехнических средств и систем обнаружения местонахождения источников радиосигналов в диапазонах от сверхнизких до высоких частот. Создавались стационарные и подвижные станции и комплексы в интересах Сухопутных войск, Военно-морского флота и других силовых структур.
Блестящим изобретением специалистов ВЦКБ по тем временам стал популярный в стране радиоприемник «Альпинист» 3-го класса с диапазонами ДВ и СВ РП‑320, РП‑321 и с диапазонами СВ, КВ РП‑324 и другие. Выпускались эти приемники серийно на Воронежском радиозаводе. «Альпинист» был надёжен, практичен.
15 января 1970 года приказом Минрадиопрома СССР ОКБ было преобразовано в государственное союзное предприятие – Воронежское центральное конструкторское бюро (ВЦКБ).

### АО «ВЦКБ „Полюс“»
30 ноября 2005 года было создано открытое акционерное общество «Воронежское центральное конструкторское бюро «Полюс» (ОАО «ВЦКБ „Полюс“») – путём реорганизации в форме преобразования ФГУП «ВЦКБ „Полюс“» в соответствии с распоряжением Федерального агентства по управлению федеральным имуществом территориального управления по Воронежской области.
30 ноября 2014 года ОАО «ВЦКБ „Полюс“» вошло в состав интегрированной структуры концерна «Созвездие».
Это позволило предприятию участвовать в работах в рамках составных частей ОКР, проводимых концерном «Созвездие». Были заключены договора с рядом отечественных предприятий на разработку документации и поставку продукции.
Предприятие имеет сертификат соответствия системы менеджмента качества требованиям ГОСТ ISO 9001-2011 и ГОСТ РВ 0015-002-2012.
В марте 2014 года в структуре «Ростеха» создан холдинг АО «Объединённая приборостроительная корпорация», в который вошёл Концерн «Созвездие» .

## Деятельность
В настоящее время основными направлениями деятельности являются:
- разработка и изготовление малогабаритных и большебазисных антенно-фидерных устройств и систем;
- разработка и изготовление полустационарных и мобильных радиотехнических станций и комплексов, размещаемых в кузовах-фургонах и кузовах-контейнерах, перевозимых любыми транспортными средствами:
- изготовление радиотехнических устройств, проводных соединений и жгутовых изделий различной конфигурации;
- изготовление переговорных устройств Р-124 для внутренней коммутации и связи в подвижных объектах.

Производственные мощности и технологическая база АО «ВЦКБ „Полюс“» позволяют выполнять следующие виды работ:
- раскрой листовых материалов любой плотности толщиной до 200 мм с применением качественной гидроабразивной резки на станке с числовым программным управлением;
- токарно-фрезерные работы на станках с ЧПУ;
- слесарно-сборочные;
- сборка и монтаж радиоаппаратуры, в том числе в транспортных средствах;
- изготовление жгутовых, проводных и кабельных соединений по документации заказчика или с разработкой конструкторской документации по техническим требованиям заказчика.[4][5].

## Руководство
Анатолий Васильевич Кузнецов — генеральный директор АО «ВЦКБ „Полюс“» (с 2010 года).